# Martinsthal

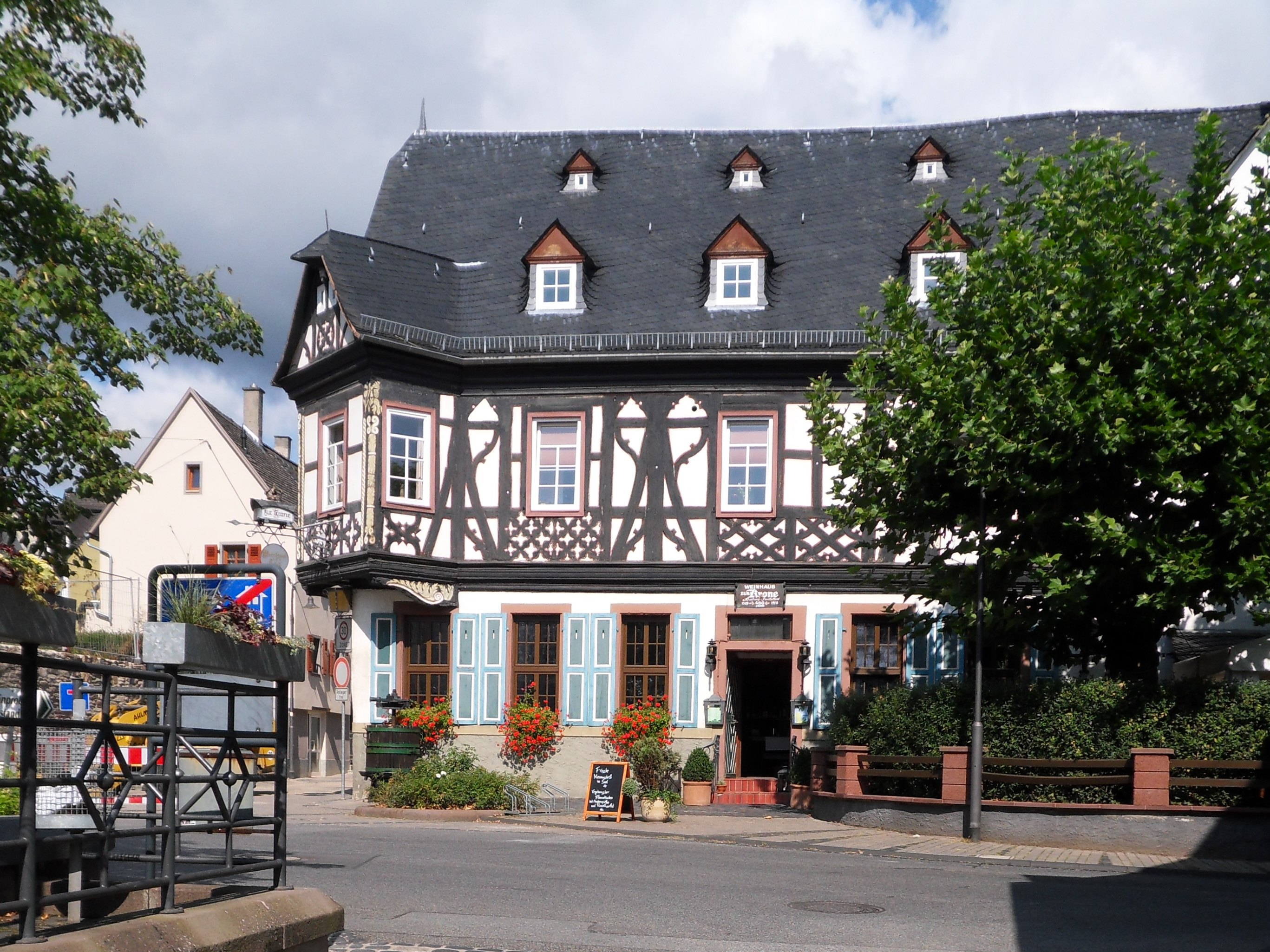
Reich verziertes Fachwerk am Hotel zur Krone in der Ortsmitte

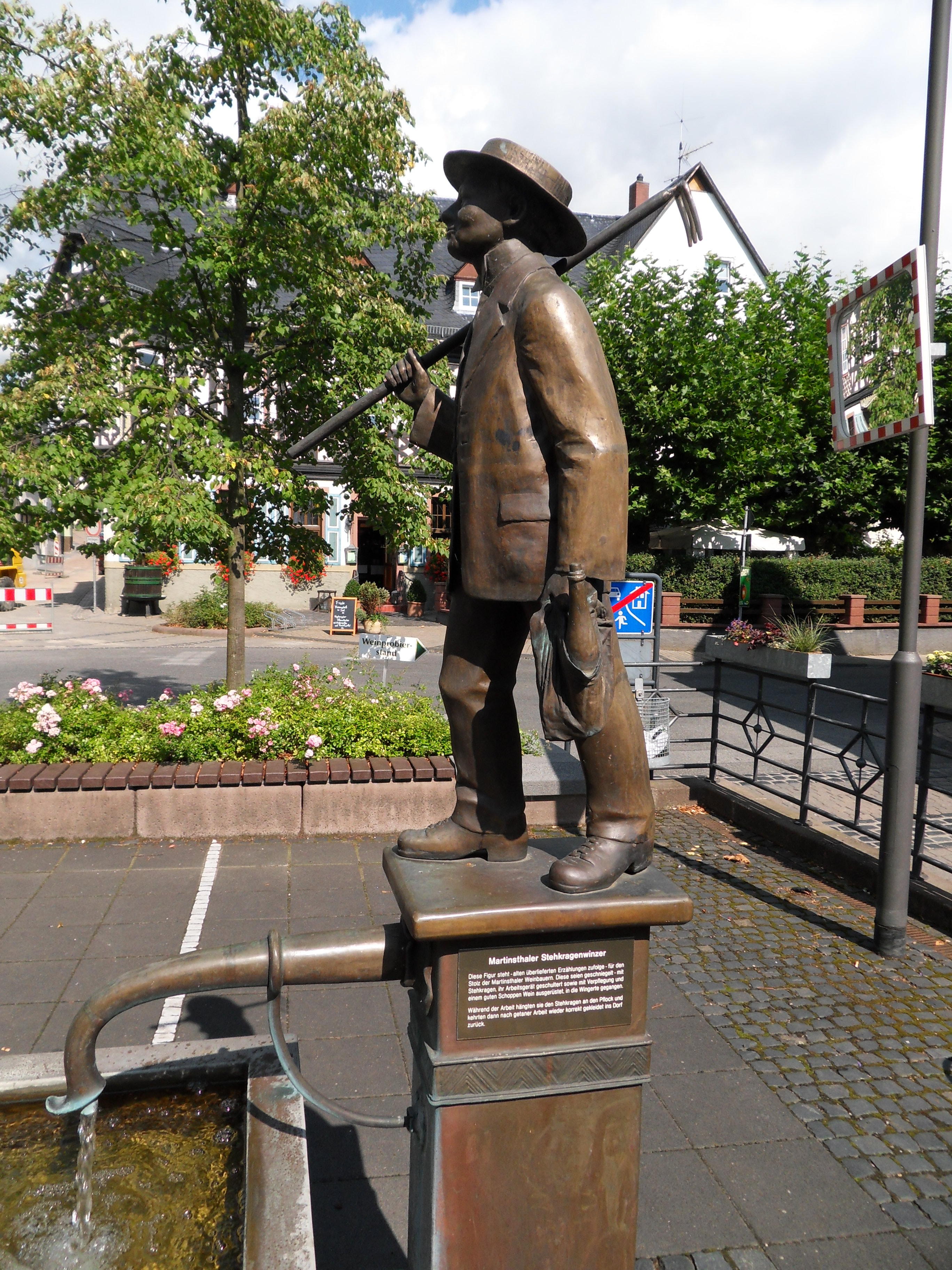
Der Winzerbrunnen mit dem Stehkragenwinzer vor dem Hotel Zur Krone

Martinsthal wurde am 1. Januar 1977 als Ortsbezirk in die Rheingauer Sekt-, Wein- und Rosenstadt Eltville am Rhein im südhessischen Rheingau-Taunus-Kreis eingegliedert und ist mit rund 1300 Einwohnern deren kleinster Stadtteil. Martinsthal ist einer der bekannten Weinorte im Weinbaugebiet Rheingau.

## Geographische Lage
Martinsthal liegt drei Kilometer nördlich von Eltville auf 154 Meter Höhe in dem hier engen und tief eingeschnittenen Walluftal inmitten von Weinbergen. Während der Ortskern westlich des Bachs errichtet wurde, liegt die unbebaute Gemarkung von Martinsthal ausschließlich am Ostufer der Walluf. Deshalb sind die Weinlagen des Ortes, allen voran die Martinsthaler Wildsau, hier im Osten zu finden. Die von Westen bis teilweise nahe an die Ortslage heranreichenden Weinberge gehören hingegen entweder zur Gemarkung Rauenthal oder zur Kernstadt Eltville. Der größere Gemarkungsteil nördlich der Ortslage ist Waldgebiet. Hier liegt der Birkenkopf, mit 311 Meter die höchste Erhebung des Ortes. Nördlich davon, am Naturschutzgebiet Rechtebachtal bei Georgenborn, grenzt Martinsthal an Wiesbaden-Frauenstein. Der kleinere südliche Gemarkungsteil, wo sich das Walluftal zum Rhein hin öffnet, ist fast ausschließlich Weinbergsland und grenzt an die Waldungen und Weinberge von Niederwalluf. Im Süden hat Martinsthal entlang der Walluf noch eine gemeinsame Grenze mit Oberwalluf.

## Geschichte
Die Gründung des Ortes Martinsthal ist mit der Errichtung des Rheingauer Gebücks im Talgrund verbunden. Die Bewohner der ursprünglichen Siedlung Rode östlich der Walluf siedelten auf eine Einladung des Mainzer Erzbischofs Gerlach von Nassau von 1363 in den vom neuentstandenen Grenzwall geschützten Kurmainzischen Rheingau um und gründeten ein neues Dorf. Dieses wurde von seinem Gründer Mertinsdal genannt, es bürgerte sich jedoch der Name Neudorf ein. Für diese Ansiedlung wurde ein kleines Stück aus der Rauenthaler Gemarkung herausgelöst, gerade groß genug für den Bau der Häuser und Höfe. Zur Bewirtschaftung ihrer Felder mussten die Neusiedler immer das Bollwerk passieren, das hier durch das Gebück aus dem Rheingau herausführte und zu dessen Bewachung sie verpflichtet waren.
Bereits 1401 ist ein Pleban in Martinsthal belegt. Im Jahr 1429 erhielt die Gemeinde das Recht einen eigenen Pfarrer einzustellen. Der Ort gehörte zum Vizedomamt Rheingau von Kurmainz und unterstand ab 1604 dem Oberamt Eltville.
Nach Auflösung des Kurstaates ging Neudorf 1803 an Nassau-Usingen und gehörte zur Zeit des Herzogtums Nassau zum Amt Eltville. Nach der Annexion des Herzogtums durch Preußen wurde der Ort 1867 dem Rheingaukreis im Regierungsbezirk Wiesbaden zugeordnet.
Johanna Philomena Grainger, genannt „Miss Grainger“ (1847–1904), eine irische Adelige und Eigentümerin des Klosters Tiefenthal, gründete 1902 den ersten Kindergarten Martinsthals. Sie galt als Wohltäterin des Ortes und wurde nach ihrem Tod auf dem Martinsthaler Friedhof neben ihrer Mutter Anna Maria Grainger (1814–1897) beigesetzt. Ihr zu Ehren wurde ein Weg in Martinsthal nach ihr benannt.
Am 1. Januar 1935 kehrte man offiziell zu dem ursprünglich von Erzbischof Gerlach für den Ort vorgesehenen Namen Martinsthal zurück.
1941 waren sowjetische Zwangsarbeiterinnen in Martinsthal untergebracht. Die Frauen wurden zur Arbeit im in der Nähe befindlichen Rüstungsbetrieb Efen gezwungen.
Im Zuge der Gebietsreform in Hessen wurde die Gemeinde Martinsthal am 1. Januar 1977 mit anderen Gemeinden kraft Landesgesetz in die Stadt Eltville eingegliedert. Für Martinsthal wurde wie für die Kernstadt und die anderen Stadtteile ein Ortsbezirk mit Ortsbeirat und Ortsvorsteher eingerichtet. Die Grenzen der Ortsbezirke folgen den seitherigen Gemarkungsgrenzen.

## Wappen
Am 26. April 1966 wurde der Gemeinde Martinsthal im Rheingaukreis ein Wappen mit folgender Blasonierung verliehen: In Rot zwei schräggekreuzte silberne Pfeile.

## Kulturdenkmäler
- Alte Pfarrkirche St. Sebastian und Laurentius, Anfang 15. Jahrhundert

## Persönlichkeiten
- Nikolaus Kindlinger (* 1749 in Neudorf; † 1819 in Mainz), Gelehrter auf dem Gebiet der Archivforschung und der deutschen Landesgeschichte
- Nikolaus Kindlinger (* 5. November 1782 in Martinsthal; † 20. März 1847 ebenda), Landwirt und Mitglied des Nassauischen Landtags
- Ulrike Neradt (* 1951 in Martinsthal als Ulrike Seyffardt), TV-Moderatorin, Sängerin und Mundart-Dichterin
- Franz Weißenberger (* 3. März 1938 in Mainz-Kastel; † 26. Mai 2014), letzter hauptamtliche Bürgermeister und Ehrenbürger von Martinsthal
- Mathilde Weber (* 13. Mai 1933; † 13. Juli 2016), erste Martinsthaler Weinkönigin und erste Rheingauer Weinkönigin aus Martinsthal